# Jack Beeton
Jack Beeton, né le 17 novembre 2007 à Gold Coast, est un pilote automobile australien. En 2025, il participe au Championnat d'Europe de Formule Régionale 2025 avec l'équipe Prema Racing. En 2024, il dispute la saison 2024 de Formule 4 italienne avec US Racing, terminant vice-champion. Beeton est également champion de la Formule 4 d'Asie du Sud-Est 2023.

## Carrière

### Karting
Beeton participe au championnat australien de karting à partir de 2020, obtenant son meilleur résultat en 2022 avec une 6ᵉ place dans la catégorie KA4 Junior.

### Formule 4

#### 2022
Fin 2022, Beeton a l'opportunité de rejoindre la Ferrari Driver Academy. Il remporte le programme de sélection Asie-Pacifique et Océanie aux côtés de son compatriote australien Gianmarco Pradel, ce qui lui permet d'accéder à la finale mondiale. Il est aligné aux côtés de Pradel et de quatre autres finalistes lors de la finale, étant le plus jeune pilote sélectionné.

#### 2023

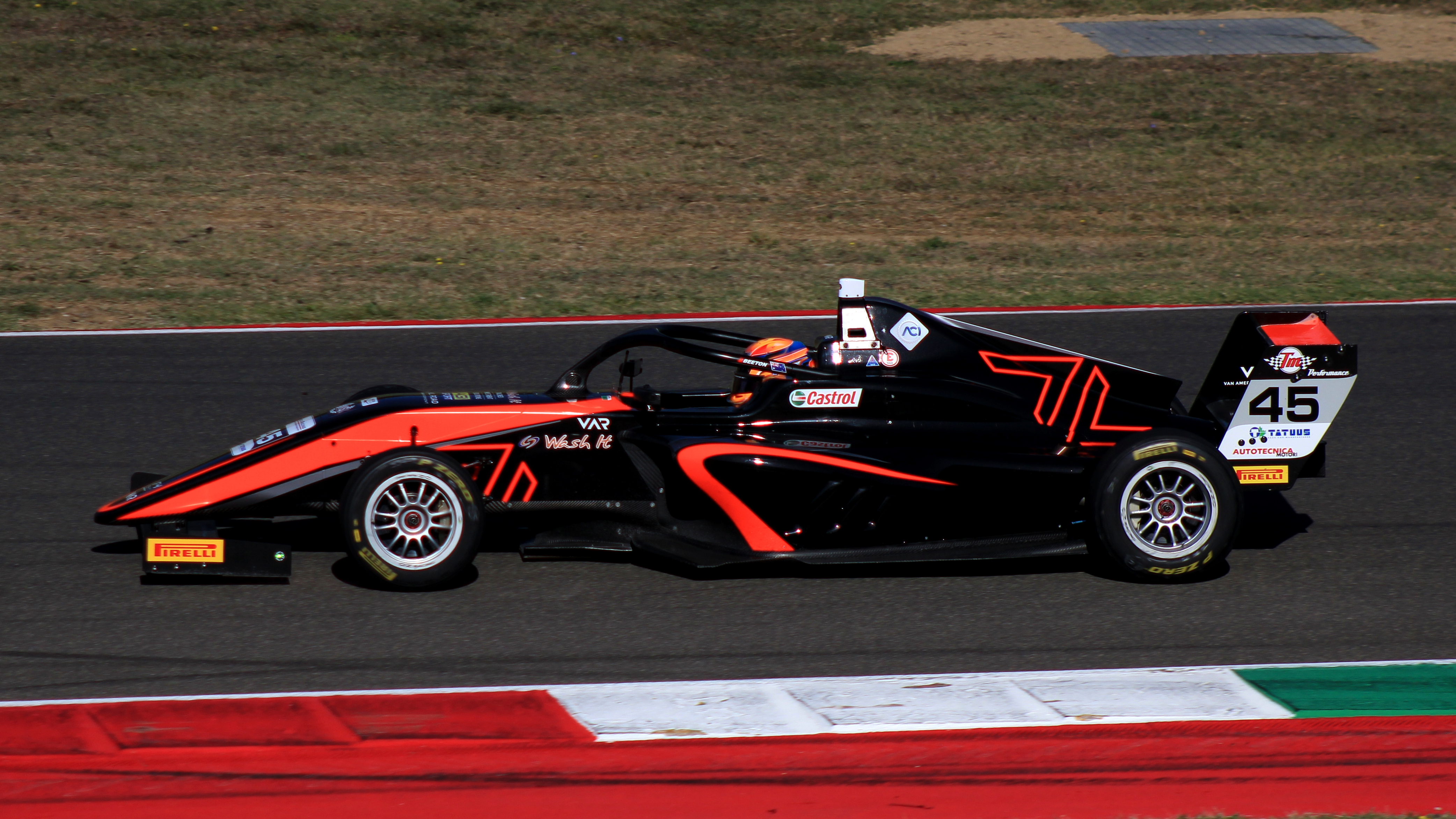
Jack Beeton en Formule 4 italienne en 2023 au Mugello.

Début 2023, il est annoncé que Beeton s'engage en Formule 4 UAE avec l'écurie Pinnacle VAR. Il connaît une première saison difficile et ne termine qu'une seule fois dans les points. Il se classe 23ᵉ du championnat. L'Australien rejoint ensuite l'Europe et s'engage avec VAR pour disputer l'intégralité du championnat d'Italie de Formule 4. Beeton termine 23ᵉ du championnat avec deux points et une 9ᵉ place comme meilleur résultat. Beeton termine sa saison en Asie en rejoignant AGI Sport pour le Championnat de Formule 4 d'Asie du Sud-Est 2023. Il marque 130 points et obtient 5 podiums lors des 9 courses.

#### 2024
Pour la saison 2024, Beeton s'engage à nouveau avec AGI pour disputer le championnat de Formule 4 UAE 2024. Il obtient deux podiums, terminant 12e du championnat. Il participe ensuite aux deux dernières manches de la Formula Winter Series avec US Racing, qui l'engage aussi en Formule 4 italienne et en Euro 4. L'Australien réalise marque 52 points et monte sur le podium trois fois en cinq courses.

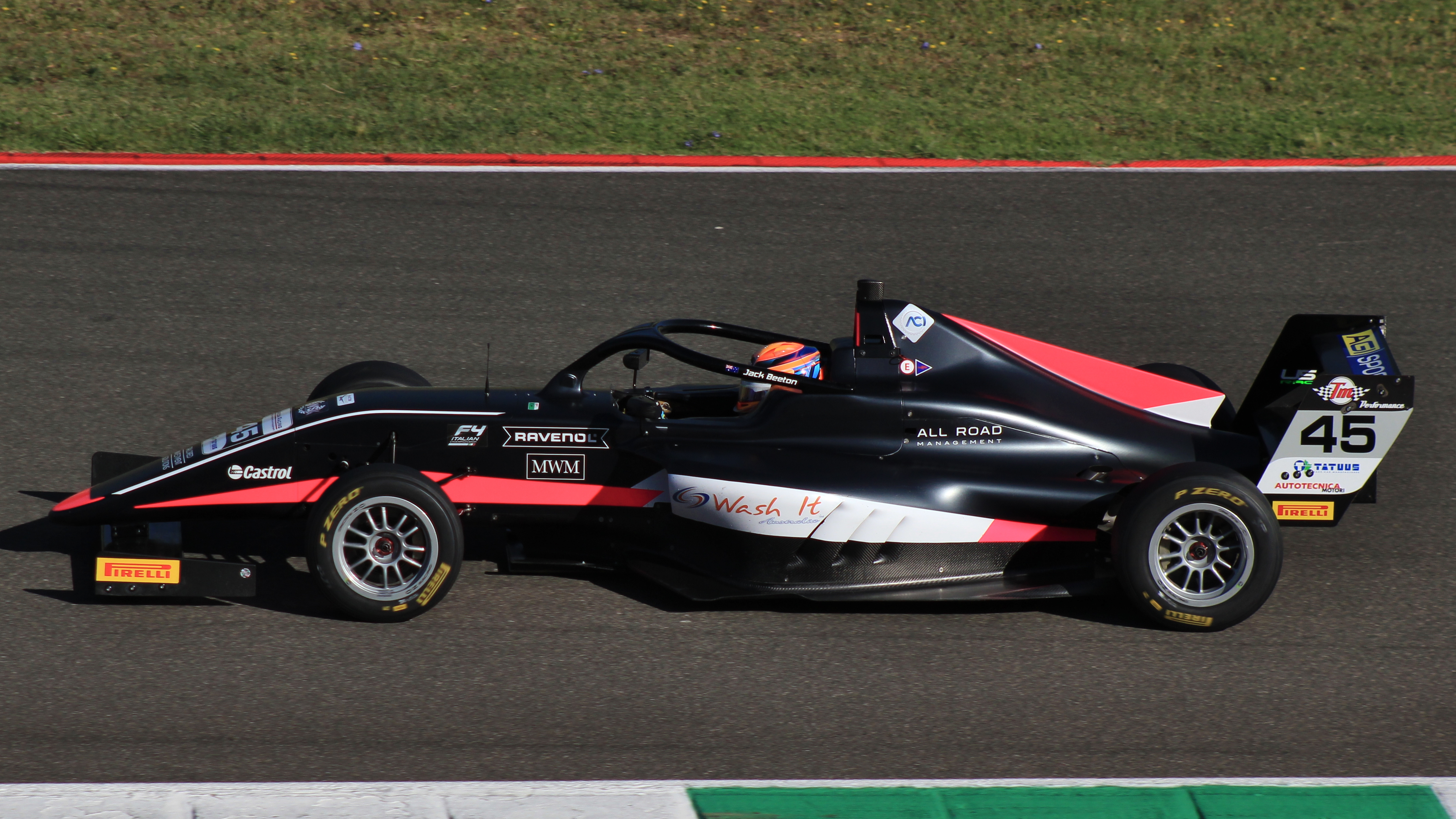
Jack Beeton en Formule 4 italienne en 2024 au Mugello.

En Formule 4 italienne, lors d'une saison largement dominée par Freddie Slater, il connaît un début de saison difficile, mais décroche son premier podium lors de la dernière course à Imola. Il obtient ensuite sa première pole position lors de la course suivante à Vallelunga, qu'il convertit en une deuxième place. Après six autres deuxièmes places, il remporte sa première victoire lors de la dernière course à Barcelone. Avec un double podium lors de la finale à Monza, Beeton se classe deuxième du championnat avec une victoire, deux poles et dix podiums. Sa campagne en Euro 4 est moins réussie : car il n’obtient qu’un seul podium en neuf courses et se classe huitième du championnat.

### Formule Régionale

#### 2025
En préparation d'une saison complète en Formule Régionale, Beeton participe au Championnat du Moyen-Orient de Formule Régionale avec Mumbai Falcons.
Pour la saison 2025, il participe au Championnat d'Europe de Formule Régionale 2025 avec Prema Racing, où il est associé à Freddie Slater.

## Résultats en Karting
| Saison   | Championnat                               | Position |
| -------- | ----------------------------------------- | -------- |
| 2020     | Australian Kart Championship - Cadet 12   | 63e      |
| 2021     | Australian Kart Championship - KA4 Junior | 10e      |
| 2022     | Australian Kart Championship - KA4 Junior | 6e       |
| Sources: |                                           |          |

## Résultats en carrière

### Résultats en monoplace
| Saison | Championnat                                      | Écurie                 | Courses | Victoires | Pole positions | Meilleurs tours | Podiums | Points | Classement |
| ------ | ------------------------------------------------ | ---------------------- | ------- | --------- | -------------- | --------------- | ------- | ------ | ---------- |
| 2022   | Victoria Formula Open Championship               | AGI Sport              | 2       | 0         | 0              | 0               | 0       | 0      | n.c        |
| 2022   | Championnat d'Australie de Formule 3             | AGI Sport              | 2       | 0         | 0              | 0               | 0       | 0      | n.c        |
| 2023   | Championnat des Émirats arabes unis de Formule 4 | Pinnacle VAR           | 15      | 0         | 0              | 0               | 0       | 6      | 23e        |
| 2023   | Championnat d'Italie de Formule 4                | Van Amersfoort Racing  | 20      | 0         | 0              | 0               | 0       | 2      | 23e        |
| 2023   | Championnat d'Euro 4                             | Van Amersfoort Racing  | 3       | 0         | 0              | 0               | 0       | 6      | 15e        |
| 2023   | Championnat d'Asie du Sud-Est de Formule 4       | AGI Sport              | 9       | 2         | 2              | 2               | 5       | 130    | Champion   |
| 2023   | Grand Prix de Macao de Formule 4                 | AGI Sport              | 2       | 0         | 0              | 0               | 0       | N/A    | 4e         |
| 2024   | Championnat des Émirats arabes unis de Formule 4 | AGI Sport              | 15      | 0         | 0              | 0               | 2       | 52     | 12e        |
| 2024   | Formula Winter Series                            | US Racing              | 5       | 0         | 0              | 0               | 3       | 52     | 10e        |
| 2024   | Championnat d'Italie de Formule 4                | US Racing              | 21      | 1         | 2              | 3               | 10      | 222    | 2e         |
| 2024   | Championnat d'Euro 4                             | US Racing              | 9       | 0         | 0              | 0               | 1       | 51     | 8e         |
| 2025   | Formule Régionale Moyen-Orient                   | Mumbai Falcons Limited | 15      | 1         | 0              | 0               | 2       | 65     | 13e        |
| 2025   | Formule Régionale Europe                         | Prema Powerteam        | 12      | 0         | 0              | 0               | 0       | 22     | 14e        |

### Championnat des Émirats arabes unis de Formule 4
(Les courses en gras indiquent une pole position) (Les courses en Italiques indiquent un meilleur tour)
| Saison | Ecurie       | 1         | 2         | 3         | 4         | 5         | 6          | 7         | 8         | 9         | 10        | 11        | 12         | 13        | 14        | 15        | C.P | Points |
| ------ | ------------ | --------- | --------- | --------- | --------- | --------- | ---------- | --------- | --------- | --------- | --------- | --------- | ---------- | --------- | --------- | --------- | --- | ------ |
| 2023   | Pinnacle VAR | DUB1 1 20 | DUB1 2 18 | DUB1 3 31 | KMT1 1 16 | KMT1 2 20 | KMT1 3 21  | KMT2 1 25 | KMT2 2 27 | KMT2 3 31 | DUB2 1 18 | DUB2 2 7  | DUB2 3 Abd | YMC 2 Abd | YMC 2 19  | YMC 2 19  | 23e | 6      |
| 2024   | AGI Sport    | YMC1 1 12 | YMC1 2 3  | YMC1 3 27 | YMC2 1 17 | YMC2 2 17 | YMC2 3 Abd | DUB1 1 6  | DUB1 2 3  | DUB1 3 12 | YMC3 1 14 | YMC3 2 22 | YMC3 3 19  | DUB2 1 4  | DUB2 2 10 | DUB2 3 10 | 12e | 52     |

### Championnat d'Italie de Formule 4
(Les courses en gras indiquent une pole position) (Les courses en Italiques indiquent un meilleur tour)
| Saison | Ecurie                | 1       | 2         | 3        | 4        | 5         | 6        | 7         | 8        | 9         | 10       | 11       | 12       | 13       | 14       | 15        | 16        | 17        | 18       | 19       | 20       | 21        | 22       | C.P | Points |
| ------ | --------------------- | ------- | --------- | -------- | -------- | --------- | -------- | --------- | -------- | --------- | -------- | -------- | -------- | -------- | -------- | --------- | --------- | --------- | -------- | -------- | -------- | --------- | -------- | --- | ------ |
| 2023   | Van Amersfoort Racing | IMO 1   | IMO 2 13  | IMO 3 10 | IMO 4 26 | MIS 1 17  | MIS 2 17 | MIS 3 Abd | SPA 1 28 | SPA 2 Dsq | SPA 3 Ex | MNZ 1 18 | MNZ 2 16 | MNZ 3 10 | LEC 1 17 | LEC 2 Abd | LEC 3 32† | MUG 1 21  | MUG 2 14 | MUG 3 14 | VLL 1 13 | VLL 2 Abd | VLL 3 11 | 23e | 2      |
| 2024   | US Racing             | MIS 1 5 | MIS 2 Ret | MIS 3 17 | IMO 1 4  | IMO 2 35† | IMO 3 2  | VLL 1 2   | VLL 2 17 | VLL 3 5   | MUG 1 2  | MUG 2 13 | MUG 3 2  | LEC 1 2  | LEC 2    | LEC 3 33† | CAT 1 2   | CAT 2 Abd | CAT 3 1  | MNZ 1 2  | MNZ 2 3  | MNZ 3 7   |          | 2e  | 222    |

### Championnat d'Euro 4
(Les courses en gras indiquent une pole position) (Les courses en Italiques indiquent un meilleur tour)
| Saison | Ecurie                | 1         | 2       | 3         | 4          | 5          | 6          | 7        | 8       | 9       | C.P | Points |
| ------ | --------------------- | --------- | ------- | --------- | ---------- | ---------- | ---------- | -------- | ------- | ------- | --- | ------ |
| 2023   | Van Amersfoort Racing | MUG 1 18  | MUG 2 7 | MUG 3 Abd | MNZ 1 Forf | MNZ 2 Forf | MNZ 3 Forf | CAT 1 3  | CAT 2 3 | CAT 3   | 15e | 6      |
| 2024   | US Racing             | MUG 1 Abd | MUG 2 4 | MUG 3 2   | RBR 1 Abd  | RBR 2 25   | RBR 3 Abd  | MNZ 1 10 | MNZ 2 4 | MNZ 3 6 | 8e  | 51     |

### Championnat du Moyen-Orient de Formule Régionale
(Les courses en gras indiquent une pole position) (Les courses en Italiques indiquent un meilleur tour)
| Saison | Ecurie                        | 1         | 2          | 3         | 4        | 5        | 6         | 7        | 8        | 9        | 10        | 11         | 12       | 13       | 14        | 15      | C.P | Points |
| ------ | ----------------------------- | --------- | ---------- | --------- | -------- | -------- | --------- | -------- | -------- | -------- | --------- | ---------- | -------- | -------- | --------- | ------- | --- | ------ |
| 2025   | Mumbai Falcons Racing Limited | YMC1 1 17 | YMC1 2 Abd | YMC1 3 14 | YMC2 1 8 | YMC2 2 3 | YMC2 3 14 | DUB 1 12 | DUB 2 11 | DUB 3 22 | YMC3 1 13 | YMC3 2 Abd | YMC3 3 8 | LUS 1 11 | LUS 2 Abd | LUS 3 1 | 13e | 65     |

### Championnat d'Europe de Formule Régionale
(Les courses en gras indiquent une pole position) (Les courses en Italiques indiquent un meilleur tour)
| Saison | Ecurie       | 1     | 2     | 3     | 4     | 5     | 6     | 7     | 8     | 9     | 10    | 11    | 12    | 13    | 14    | 15    | 16    | 17    | 18    | 19    | 20    | C.P | Points |
| ------ | ------------ | ----- | ----- | ----- | ----- | ----- | ----- | ----- | ----- | ----- | ----- | ----- | ----- | ----- | ----- | ----- | ----- | ----- | ----- | ----- | ----- | --- | ------ |
| 2025   | Prema Racing | MIS 1 | MIS 2 | SPA 1 | SPA 2 | ZAN 1 | ZAN 2 | HUN 1 | HUN 2 | LEC 1 | LEC 2 | IMO 1 | IMO 2 | RBR 1 | RBR 2 | CAT 1 | CAT 2 | HOC 1 | HOC 2 | MNZ 1 | MNZ 2 | TBD | TBD    |